# Tomohiro Macunaga
Tomohiro Macunaga (japonsky 松永 共広), (* 27. června 1980 v Jaizu, Japonsko) je bývalý japonský zápasník volnostylař, stříbrný olympijský medailista z roku 2008.

## Sportovní kariéra
Volnému stylu se začal věnovat na střední škole v Numazu a později pokračoval na univerzitě sportovních studií v Setagaje. V roce 2008 jako zaměstnanec bezpečnostní agentury Sohgo uspěl na japonské olympijské kvalifikaci a startoval na olympijských hrách v Pekingu. V semifinále dominantním způsobem (lopatky) vyřadil největšího favorita Besika Kuduchova z Ruska, ve finále však výkon nezopakoval a prohrál s Američanem Henry Cejudem. Získal stříbrnou olympijskou medaili. V roce 2012 trénoval volnostylaře připravující se na olympijské hry v Londýně.

## Výsledky
| Turnaj            | 2005           | 2006           | 2007           | 2008           |
| Turnaj            | 25             | 26             | 27             | 28             |
| Turnaj            | bantamová váha | bantamová váha | bantamová váha | bantamová váha |
| ----------------- | -------------- | -------------- | -------------- | -------------- |
| Olympijské hry    |                |                |                | 2.             |
| Mistrovství světa | 5.             | —              | 26.            |                |